# Tupolev Tu-141
Tupolev Tu-141 Strizj (ryska: Стриж, seglarfågel) är en spaningsrobot som tillverkades i Sovjetunionen under 1970- och 1980-talen.

## Konstruktion
Tupolev Tu-141 är en spaningsrobot för medeldistansspaning. Med en räckvidd på 1 000 km kan den utföra spaningssvep flera hundra kilometer bakom frontlinjen. Trots sitt slanka utseende kan Tu-141 bara flyga i transsonisk fart och upp till 6 000 meters höjd. Flygkroppen är spolformad med en största diameter på 950 mm. Vingarna är deltaformade och sitter relativt långt bak på flygkroppen. Jetmotorn är monterad i flygkroppens bakre del med ett luftintag på ovansidan. På sidan om nosen sitter två canardvingar som fungerar som höjdroder. I nosen finns två fönster för kameror; en framåtriktad PA-4/90 låghöjdskamera och bakom den en A-86P panoramakamera. Enligt obekräftade källor ska den även ha samma IR-kamera och spaningsradar som spaningsversionen av Suchoj Su-24.
Roboten startas från en tvåhjulig ramp med hjälp av en fastbränsleraket och landar med fallskärm. Roboten har även ett landställ med det saknar hjul och kan inte fällas ut automatiskt utan används bara när roboten ska ställas på marken.

## Historik
De första testflygningarna genomfördes 1974 och den togs i tjänst i Sovjetunionens väpnade styrkor 1979. Roboten serieproducerades från 1979 till 1989 och totalt 142 robotar tillverkades. Efter Sovjetunionens upplösning togs roboten ur tjänst. Ett antal byggdes om till målrobotar och andra bevarades på diverse museer. När Krimkrisen startade 2014 började Ukrainas försvarsmakt att reaktivera ett antal utrangerade men bevarade före detta sovjetiska vapensystem, bland annat Tu-141.
Det passerade till en början ganska obemärkt i västvärlden, men det ändrades 10 mars 2022 när en Tu-141 kom ur kurs och kraschade i sydvästra Zagreb. Haverikommissionens utredning visade att roboten i stället för kameror bar en OFAB-100-120 flygbomb. Bomben visade sig inte vara skarpladdad.
Den 5 december 2022 angrep Ukraina flygbaserna Djagilevo och Engels i Ryssland med vad som förefaller vara Tu-141:or. Det var första gången sedan Rysk-ukrainska kriget startade som Ukraina anfallit strategiska mål flera hundra kilometer in i Ryssland.

## Liknande robotar
- Ryan BQM-34 Firebee

## Bilder

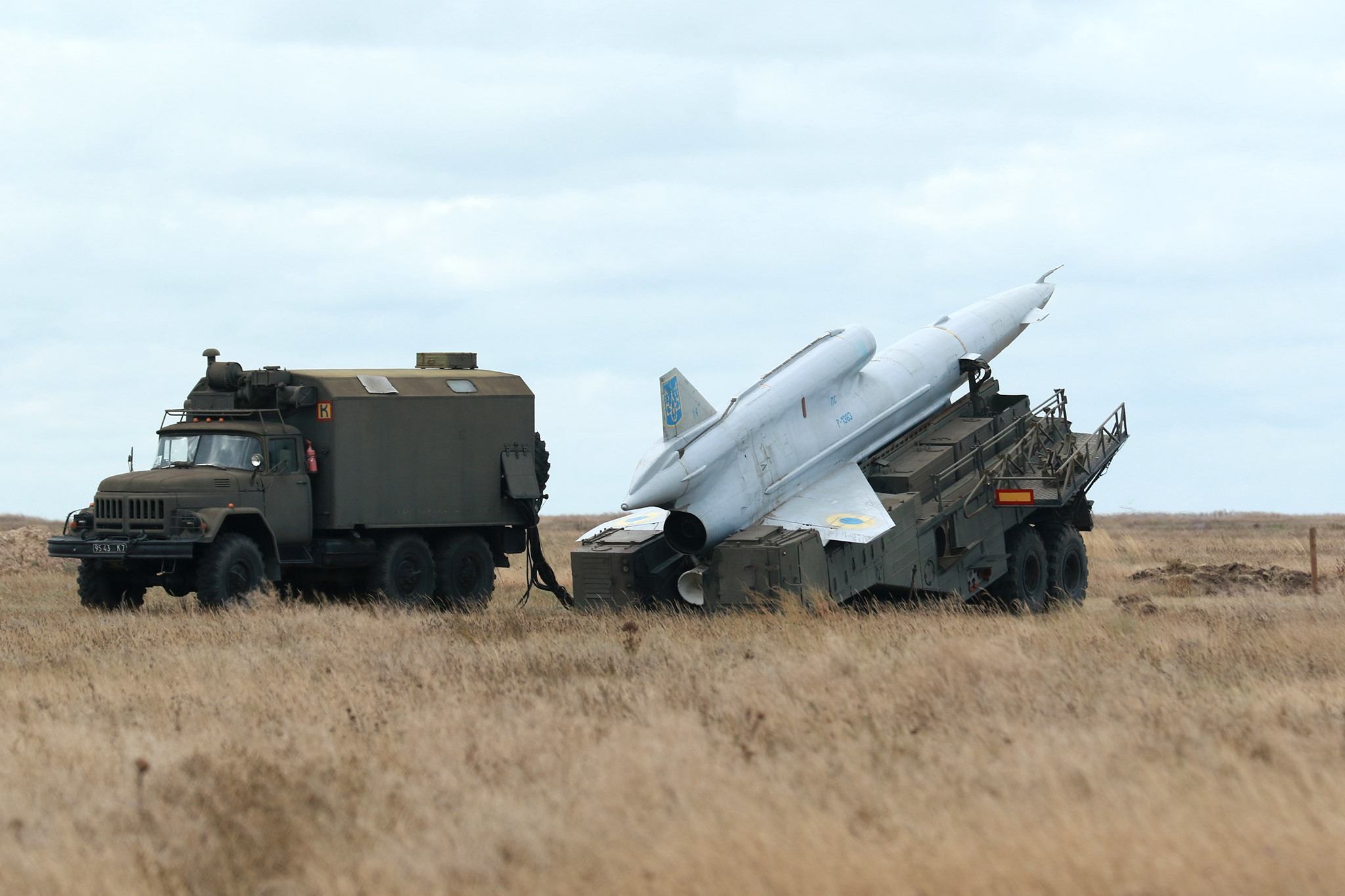
En ukrainsk Tu-141 redo för start under övningen "United Efforts", september 2021.
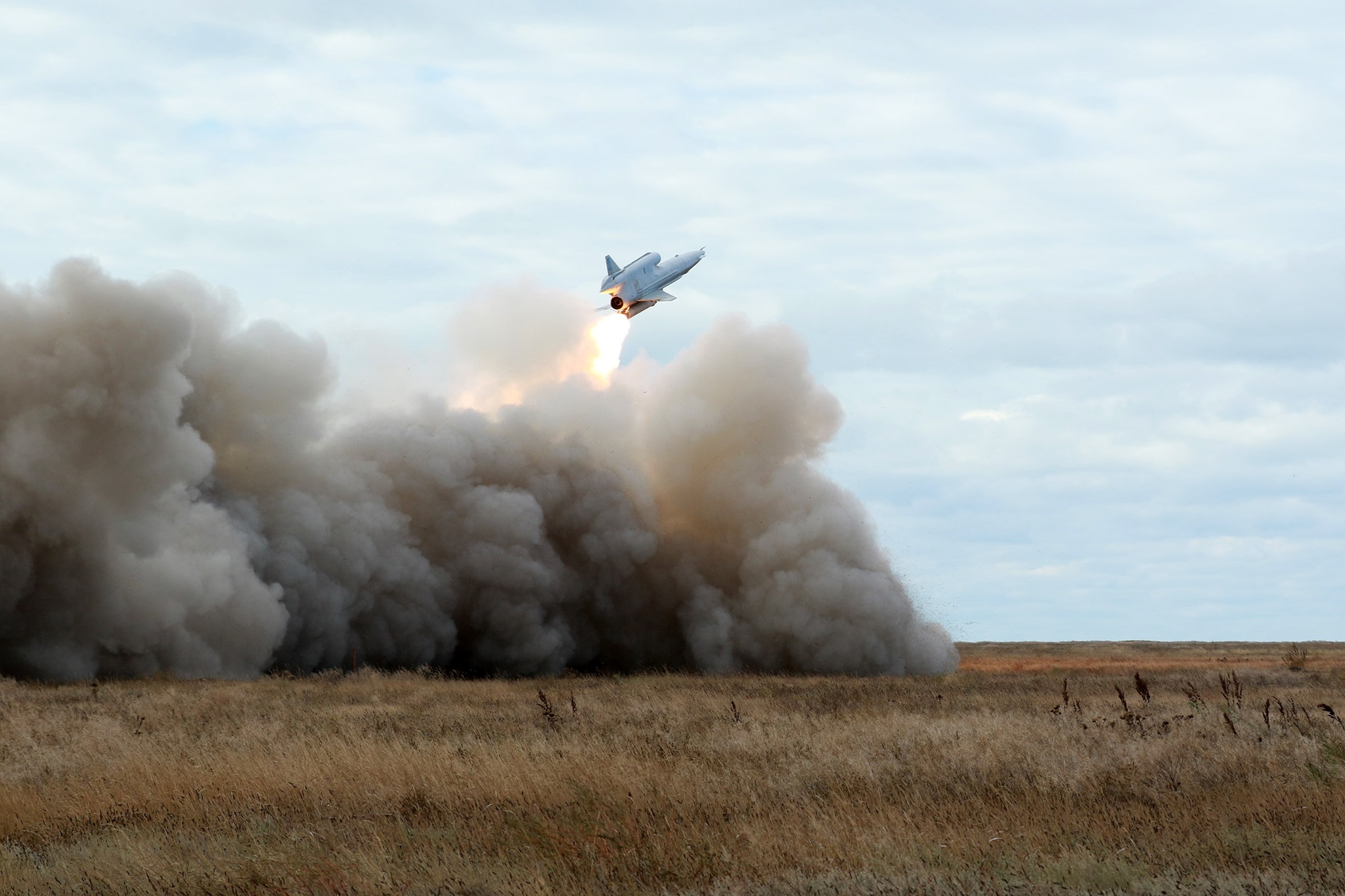
Tu-141 startar med hjälp av startraket.
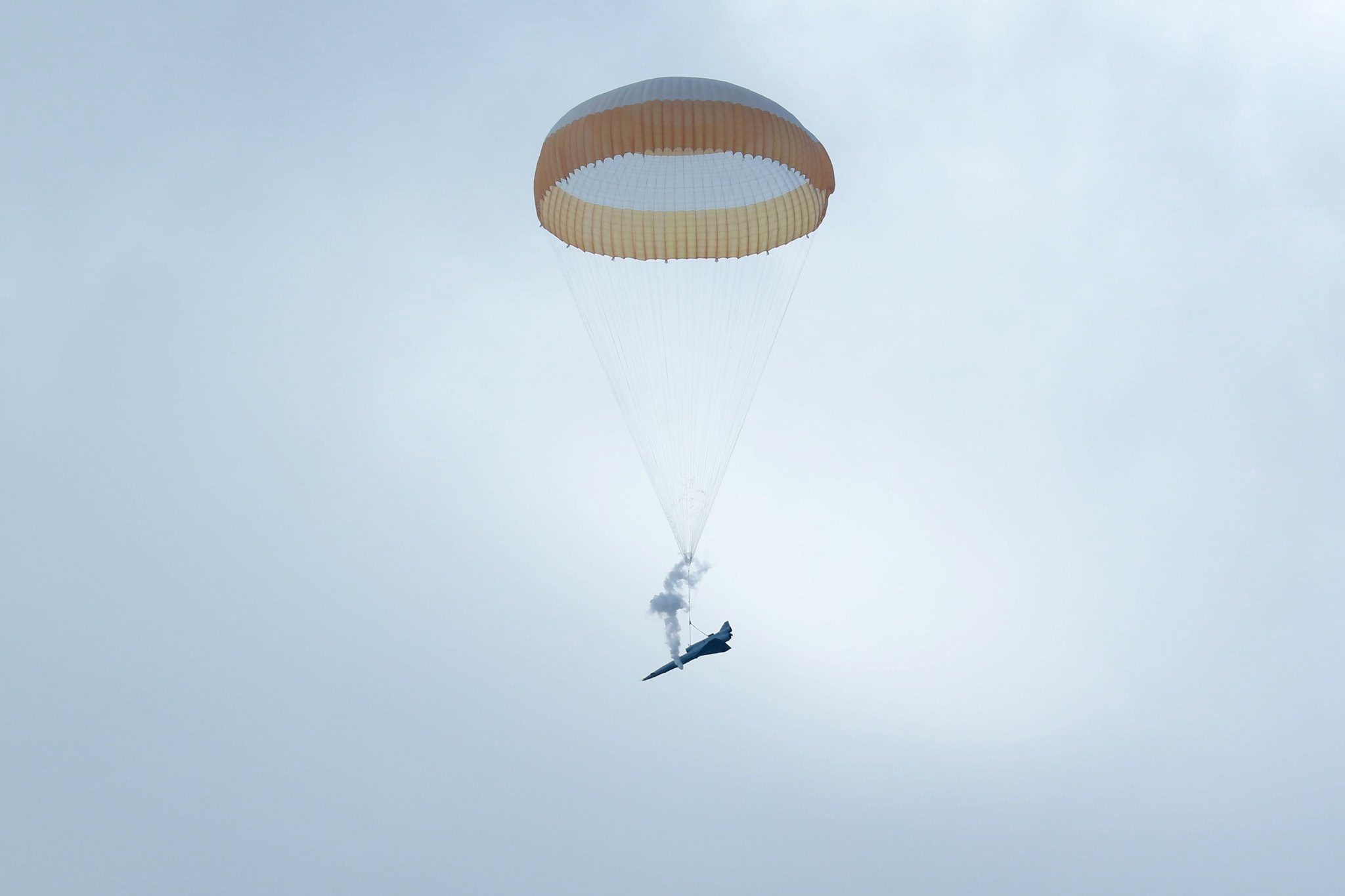
Efter fullföljt uppdrag landar roboten med fallskärm.